# برایان هاین
برایان هاین (انگلیسی: Bryan Heynen؛ زادهٔ ۳ ژانویهٔ ۱۹۹۷) بازیکن فوتبال اهل بلژیک است.
از باشگاه‌هایی که در آن بازی کرده‌است می‌توان به باشگاه فوتبال خنک اشاره کرد.
وی همچنین در تیم‌های ملی فوتبال زیر ۱۷ سال بلژیک و زیر ۲۱ سال بلژیک بازی کرده‌است.